# Ecclisomyia kamtshatica
Ecclisomyia kamtshatica är en nattsländeart som först beskrevs av Martynov 1914.  Ecclisomyia kamtshatica ingår i släktet Ecclisomyia och familjen husmasknattsländor. Inga underarter finns listade i Catalogue of Life.